# Kratkovidnost
Kratkovídnost ali miopíja (starogrško μυωπία: muōpia - kratkovidnost) je motnja vida, ki nastane zaradi nepravilne oblike zrkla. Po vzdolžni (vodoravni) osi je zrklo predolgo (očesna leča je predebela), zato se slika, ki jo vidi oko, izostri pred mrežnico. 
Prizadeto oko normalno vidi sliko bližnjih predmetov, ne more pa izostriti slike oddaljenih predmetov.
Težavo se odpravlja z divergentno oz. razpršilno (tudi minus) lečo. Dioptrija očal, ki jih nosijo, je negativna.